# (60186) Las Cruces
(60186) Las Cruces (1999 VH22) – planetoida z pasa głównego asteroid okrążająca Słońce w ciągu 5,63 lat w średniej odległości 3,16 j.a. Odkryta 13 listopada 1999 roku.